# Kiwi (együttes)
A Kiwi egy magyar könnyűzenei együttes volt.

## Története
Az együttes 1998 júniusában alakult, Miskolcon, tagjai Attila, Vályi Zsolt Márk, Petra zenéjükkel betöltötték a Soho Party feloszlásával keletkezett űrt. Első kislemezük a Nézz rám volt, majd 1998 októberében megjelent első albumuk Valami más címmel. Az album zenei anyagának összeállításában a Soho Party egykori tagja, Döme közreműködött. Az album kislemezei az 1998 novemberében megjelent Hol jár és a Neked adom ért el nagyobb sikereket. 2000 áprilisában Vályi Zsolt (Márk) kivált az együttesből, mert nem tudta összeegyeztetni a rádiós munkáját az énekléssel. Helyére Árpi került. A következő hónapban a boltokba került a második album, melynek kislemeze a Lila fellegek. Ezután 2001-ben az együttes feloszlott.

## Albumok
- 1998 – Valami más (Hungaroton)
- 2000 – Érted dobban (Hungaroton)